# 에우스티키아 롱기로스트리스
에우스티키아 롱기로스트리스(Eustichia longirostris)는 꼬리이끼목에 속하는 이끼의 일종이다. 에우스티키아과(Eustichiaceae)와 에우스티키아속(Eustichia)의 유일종이다.